# Soulgé-sur-Ouette

Soulgé-sur-Ouette este o comună în departamentul Mayenne, Franța. În 2009 avea o populație de 1,102 de locuitori.